# Mozart i skatologija
Mozartov se skatološki humor (humor sa spominjanjem izmetina) odrazio u njegovim pismima i većem broju rekreacijskih skladbi. Takav je materijal dugo zbunjivao njegove učenjake; neki ga proučavaju u kontekstu njegove uloge u Mozartovoj obitelji, njegovu društvu i vremenu, dok ga ostali shvaćaju kao rezultat „impresivnoga popisa” psihičkih bolesti od kojih je Mozart navodno bolovao.

## Primjeri
Pismo datirano 5. studenoga 1777. Mozartovoj sestrični Mariji Anni Thekli Mozart primjer je u kojem se Mozart služi skatologijom. Njemački izvornik sastoji se od rimovanih stihova.
Mozartov kanon „Leck mich im Arsch” K. 231 (K6 382c) sadrži tekst:
Na hrvatski se jezik ta fraza prevodi kao „Poliži mi dupe, brže, brže!”
„Leck mich im Arsch” standardni je vulgarizam u njemačkom jeziku, a naziva ga se i eufemizmom švapski pozdrav (njem. „schwäbischer Gruß”); suvremeni bi Nijemci prije rekli „Leck mich am Arsch”.

## Kontekst
David Schroeder napisao je:
Tijek vremena stvorio je gotovo nepremostiv jaz između nas i Mozartova vremena, zbog čega još više pogrešno čitamo njegova skatološka pisma od njegovih ostalih pisama. Zbog takvih nam je pisama neugodno i pokušali smo ih zataškati, trivijalizirati ili izuzeti ih iz grupe kanonskih pisama pravdajući se patološkim razlozima.
Peter Hall, kazališni redatelj, opisao je događaj tijekom kojeg je Margaret Thatcher otišla u njegovo kazalište kako bi vidjela predstavu Amadeus Petera Shaffera:
Nije bila zadovoljna. Kao prava ravnateljica žestoko me kritizirala zato što sam dopustio da se održi predstava koja je prikazivala Mozarta kao skatološkog đavolčića zaljubljenog u proste riječi. Rekla je da je nezamislivo da čovjek koji je skladao tako finu i elegantnu glazbu može imati toliko poganu jezičinu. Rekao sam joj da su Mozartova pisma potvrdila da je bio upravo takav: imao je nevjerojatno djetinjast smisao za humor... „Mislim da nisi čuo što sam rekla”, odgovorila je premijerka. „Nije mogao biti takav.” Idućeg sam dana [...] poslao primjerak Mozartovih pisama na adresu 10 Downing Street; čak mi je zahvalila i njezina osobna tajnica. Međutim, bilo je uzalud: bio sam u krivu jer je premijerka tako rekla.

### Pisma
Benjamin Simkin, endokrinolog, pretpostavlja da oko 39 Mozartovih pisama sadrži skatološke tekstove. Skoro su sva ta pisma bila namijenjena Mozartovoj vlastitoj obitelji, pogotovo njegovu ocu Leopoldu, njegovoj majci Anni Mariji, njegovoj sestri Nannerl i njegovoj rođakinji Mariji Anni Thekli. Simkin tvrdi kako su se Leopold, Anna Maria i Nannerl također u vlastitim pismima služili skatološkim humorom. Anna Maria svojem je suprugu napisala ovo pismo (pismo je napisano 26. rujna 1777., izvornik je također u rimi):
Čak se i relativno moralan Leopold poslužio skatološkom frazom u jednom pismu. Riječ je o frazi „srati naranče”, što otprilike znači „uzrujati se”; fraza se nalazi u pismu napisanom u Italiji 1770.
Mozart je napisao nekoliko skatoloških pisama svojoj rođakinji (u koju je, prema Maynardu Solomonu, vjerojatno bio zaljubljen) Mariji Anni Thekli Mozart; ta se pisma često nazivaju „pisma za Bäsle” prema njemačkoj riječi Bäsle, umanjenici koja znači „mali rođak / mala rođakinja”. U tim je pismima, koja je Mozart napisao nakon što je proveo dva ugodna tjedna s rođakinjom u njezinom rodnom Augsburgu, skatologiju pomiješao s igrama riječi i aluzijama na spolne odnose. Prijevod jednoga dijela pisma koje je Mozart 5. studenoga 1777. poslao iz Mannheima glasi ovako:
U jednom pismu koje je Mozart napisao svojem ocu dok je bio u posjetu Augsburgu spominje susret Mozarta i njegove rođakinje sa svećenikom, paterom Emilianom:

### Glazba
Mozartova glazba sa skatološkim elementima vrlo je vjerojatno skladana za rekreaciju i manju grupu prijatelja tijekom opijanja. Sve skladbe zapravo su kanoni u kojima svaki glas pjeva isti tekst i melodiju nekoliko sekundi nakon prijašnjeg glasa. Muzikolog David J. Buch napisao je: 

### Reakcije članova obitelji i prijatelja
Godine 1798. Constanze je poslala pisma svojeg pokojnog muža namijenjena njegovoj rođakinji izdavačima Breitkopf & Härtel, koji su tad skupljali materijal u nadi da će moći napisati Mozartovu biografiju. U popratnom je pismu napisala: „Iako nisu baš najukusnija, pisma njegovoj rođakinji puna su dosjetki i zaslužuju spomen, premda, naravno, ne mogu biti objavljena u potpunosti.”

### Prilike u 18. stoljeću
Schroeder smatra da je u 18. stoljeću skatološki humor bio javniji i više „u glavnoj struji”. Njemačko je pučko kazalište u Mozartovo vrijeme nadahnula talijanska commedia dell'arte i u njemu je istaknut bio Hanswurst, sirov i robustan lik koji bi zabavljao publiku tako što bi glumio da jede velike i nevjerojatne predmete (poput cijeloga teleta), nakon čega bi obavio veliku nuždu i tako ih izbacio iz tijela.
Schroeder tvrdi da je skatologija u pučkom kazalištu imala političke konotacije: gledatelji su živjeli u sustavu nasljedne aristokracije zbog kojega nisu mogli sudjelovati u politici. Vulgarnost skatologije u pučkom kazalištu pružala je kontrast profinjenoj kulturi koju su viši staleži prisilno uspostavljali. U jednom od svojih pisama Mozart je plemiće opisao skatološkim frazama; plemiće na koncertu u Augsburgu iz 1777. nazvao je ovako: "vojvotkinja Nabiguzica, grofica Dobropiša, princeza Đubresmrdica i dva princa, Trbonja i Svinjokurc".

### U njemačkoj kulturi
Folklorist i kulturni antropolog Alan Dundes izjavio je da je zanimanje za skatološke teme posebna odlika njemačke narodne kulture koja je opstala do danas:
Dundes navodi velik broj primjera skatološkog humora u Mozartovim tekstovima, ali citira i skatološke tekstove Martina Luthera, Johanna Wolfganga von Goethea, Heinricha Heinea i ostalih predstavnika njemačke kulture. L. R. Karhausen komentira da je „skatologija bila uobičajena u srednjoj Europi” i ističe da je Mozartov salzburški kolega Michael Haydn također napisao skatološki kanon.
Neki frazemi kojima se Mozart služio u svojim skatološkim materijalima nisu njegove izvorne ideje, nego dio folklora i kulture njegova doba: Wolfgang Mieder tvrdi da pisma za Bäsle sadrže „Mozartovu namjernu igru s onim što su uglavnom preoblikovani narodni izrazi”. Robert Spaethling objašnjava da je fraza „Gute Nacht, scheiß ins Bett dass' Kracht” „dječja pjesmica koja se i danas pjeva na južnom njemačkom govornom području”. Također, kad je Mozart Aloysiji Weber otpjevao riječi „Leck mich das Mensch im Arsch, das mich nicht will” („Tko god me ne želi, nek' mi poliže dupe”) nakon što je odbila njegovu ljubav, pjevao je postojeću narodnu pjesmu, a ne pjesmu koju je samostalno osmislio.

## Medicinske dijagnoze
Početkom 20. stoljeća austrijski pisac Stefan Zweig, koji je prikupio velik broj glazbenih rukopisa, pretpostavio je da Mozartovi skatološki radovi mogu biti shvaćeni kao psihološka patologija. U njegovoj su se zbirci nalazila pisma za Bäsle (tad još neobjavljena) i autografi Mozartovih skatoloških kanona „Difficile lectu" i "O du eselhafter Peierl”. Poslao je primjerke pisama za Bäsle psihoanalitičaru Sigmundu Freudu s priloženim tekstom:
Freud je navodno odbio Zweigov prijedlog. Schroeder tvrdi da su kasniji psihobiografi zaplijenili pisma kao dokaze za psihopatološke Mozartove navike.
Određeni su autori tijekom 1990-ih iz Mozartovih radova zaključili da je patio od Touretteova sindroma. Simkin je popisao skatološka pisma i usporedio učestalost vulgarizama navedenih u njima sa sličnim vulgarizmima ostalih članova Mozartove obitelji i zaključio da su mnogo češća u Mozartovim pismima. Simkin je potom povezao skatološke materijale sa svjedočanstvima iz Mozartova vremena i pretpostavio da je Mozart patio od tikova tipičnih za Touretteov sindrom. Njegove su navode prenijele novine diljem svijeta i izazvale međunarodnu senzaciju, a na mrežnim se mjestima dodatno polemiziralo.
Iako se o tome često raspravljalo, teorija da je Mozart patio od Touretteova sindroma nije uvjerila širu javnost. Thomas Kammer tvrdi da je rad u kojem se predlaže ta teorija „odmah i grubo” kritiziran. Kritike spominju da je riječ o pogrešnoj medicinskoj dijagnozi i da su Mozartovi učenjaci izveli pogrešne zaključke. Kammer je zaključio da je „Touretteov sindrom kreativna ali neuvjerljiva dijagnoza u Mozartovoj medicinskoj povijesti”. Dokaza za motoričke tikove nije bilo, a pretpostavka da su glasovni tikovi preneseni u pisani oblik nazvana je „problematičnom”. Neurolog i autor Oliver Sacks objavio je članak u kojem je osporio Simkinove tvrdnje, a Američko udruženje Tourette dodatno je istaknulo kako Simkinove tvrdnje nisu posve pouzdane. Nijedan stručnjak za Touretteov sindrom ili nadležna organizacija nije potvrdila  postojanje valjanih dokaza za teoriju prema kojoj je Mozart patio od toga poremećaja. Jedan je stručnjak za Touretteov sindrom izjavio: „Premda na nekim mrežnim mjestima piše da je Mozart jedna od poznatijih osoba koja je patila od Touretteova sindroma ili OKP-a, iz opisa njegova ponašanja ne može se čvrsto zaključiti da je patio od bilo kojeg od tih poremećaja.”

## Skatološki radovi

### Pisma
U zbirci Benjamina Simkina nalaze se Mozartova skatološka pisma upućena:
- njegovom ocu Leopoldu: dvadeset pisama
- njegovoj supruzi Constanze: šest pisama
- njegovoj rođakinji Mariji Anni Thekli: šest pisama
- njegovoj sestri Mariji Anni (Nannerl): četiri pisma
- njegovoj majci Anni Mariji: jedno pismo
- njegovoj majci i sestri zajedno: jedno pismo
- njegovom salzburškom prijatelju Abbéu Josephu Bullingeru: jedno pismo
- njegovom prijatelju zborovođi Antonu Stollu, za kojeg je skladao Ave verum corpus: jedno pismo

### Glazba
- „Leck mich im Arsch” („Poliži mi dupe”), K. 231 (K6 382c), za šest glasova. Skladana tijekom 1780-ih. Prvo objavljena pod imenom „Lass froh uns sein” („Budimo radosni”).
- „Leck mir den Arsch fein recht schön sauber” („Poliži mi dupe dobro i da bude čisto”), K. 233 (K6 382d). Prvo objavljena kao „Nichts labt mich mehr als Wein” („Ništa me ne veseli više od vina”). Nekoć se smatralo da je glazbu za taj kanon skladao Mozart, no Wolfgang Plath dokazao je 1988. da ju je skladao Wenzel Trnka i da je izvorno bila popraćena talijanskim stihovima „Tu sei gelosa, è vero”.[35] Urednici Neue Mozart-Ausgabea navode da bi se djelo svakako trebalo smatrati Mozartovim, ali samo u pogledu stihova.[36]
- „Bei der Hitz im Sommer eß ich” („Jedem usred vrućega ljeta”), K. 234 (K6 382e). Kao što je bio slučaj s K. 233, glazbu nije napisao Mozart; izvorno se radilo o kanonu „So che vanti un cor ingrato” Wenzela Trnke.
- „Gehn wir im Prater, gehn wir in d' Hetz”, K. 558, za četiri glasa. Skladano 1788. ili ranije.
- Difficile lectu mihi Mars, K. 559, za tri glasa. Skladano između 1786. i 1787.
- O du eselhafter Peierl, („Oh, ti glupane Peierlu”) za četiri glasa. K. 560a. Skladano između 1786. i 1787. Djelomično izmijenjena inačica, „O du eselhafter Martin”, navedena je kao K. 560b.
- „Bona nox” („Laku noć”) K. 561, za četiri glasa. Skladano 1788. ili ranije.